# 杉谷利昭
杉谷利昭(すぎたに としあき、1931年（昭和6年）8月7日 - 2003年（平成15年）5月1日)は、日本の銀行家。元北日本銀行頭取、会長。

## 来歴・人物
宮城県出身。東北大法学部卒業後、北日本銀行の前身である興産相互銀行に入行。1991年には頭取に昇格する。
トップ在任時においては、不良債権処理の加速化や本・支店間のスリム化に努めたほか、新人事制度の導入による経営体質の強化も図った。また、1994年9月末には、総預金1兆円を実現するなど業容の拡大にも尽力した。そして、平成銀行実現にむけ奔走するも同行従業員組合から、合併に対して猛反発が起こり構想は頓挫した。
2003年5月、会長在任のまま呼吸不全で逝去。享年71。

## 略歴
- 1954年（昭和29年）- 東北大学法学部卒業後、興産相互銀行(現・北日本銀行)入行。
- 1983年（昭和58年）- 常務取締役
- 1988年（昭和63年）- 専務取締役
- 1991年（平成3年）- 頭取
- 1999年（平成11年）- 会長
- 2003年（平成15年）- 逝去